# Jelanjska
Jelanjska (szerbül: Јелањска), település Bosznia-Hercegovinában, a Szerb Köztársaság északi régiójában Stanari községben. 

## Fekvése
A település Bosznia-Hercegovina északi részén, Dobojtól légvonalban 17, közúton 24 km-re északnyugatra, községközpontjától légvonalban 5, közúton 9 km-re északkeletre, a Krnjin régió északi részén, az Ilova-folyó völgyétől délre és annak baloldali mellékvize a Jelanjska-patak mentén fekvő dombokon, 160-250 méteres magasságban található. Határa természeti erőforrásokban gazdag, mint például erdők, számos ivóvízforrás és termékeny föld.

## Népessége
| Nemzetiségi csoport | Népesség 1991 | Népesség 2013 |
| ------------------- | ------------- | ------------- |
| Szerb               | 682           | 451           |
| Bosnyák             | 0             | 0             |
| Horvát              | 0             | 0             |
| Jugoszláv           | 3             | 1             |
| Egyéb               | 16            | 0             |
| Összesen            | 701           | 452           |

## Története
Krnjin területe a múltban a nagy Gazi-Huszrefbég vakuf birtok része volt, amelyet 1533-ban alapítottak, és amiért az egész régiót a 20. századig „Vakuf”nak is nevezték. A krnjini Vakuf birtok eredeti határainak ismerete mára már elveszett a nép körében, mivel magában a vakufban már régen jelentős változások történtek oly módon, hogy a szántóföld magántulajdonba került. Így a közelmúltban csak az erdő volt vakuf, a föld pedig bégeké. Néhány mai település határa, amelyek ma már egész településeket képviselnek, egykor csak részben voltak a vakufban. Ilyen volt Jelanska is. Vakufban vagy Kmjinben több papi család is élt, így a falusi házakban még mindig megtalálhatók egyházi könyvek. Például a jelanskai Lugonić családban, melynek utolsó papja Mihailo Lugonjić, a jelani plébános volt.
A település 1878-ig tartozott az Oszmán Birodalomhoz, ekkor a berlini kongresszus határozata alapján az Osztrák-Magyar Monarchia része lett. 1879-ben az első osztrák-magyar népszámlálás során a Tešanji járáshoz és Osinje községhez tartozó településnek 39 háztartása és 302 ortodox lakosa volt. 1910-ben a Tesanji járáshoz tartozó településen 62 háztartást és 380 ortodox lakost találtak. A monarchia szétesésével 1918-ban előbb a Szerb-Horvát-Szlovén Királyság, majd 1929-től a Jugoszláv Királyság része lett. Az 1929-es törvény értelmében, amikor Bosznia-Hercegovinát négy banovinára, Drinskára, Vrbaskára, Zetskára és Primorskára osztották, a település a Vrbaska banovina része lett, amelynek székhelye Banja Luka volt.
A második világháborúban Jugoszlávia megszállása után a Független Horvát Állam (NDH) része lett. A második világháború után 1992-ig a település a szocialista Jugoszlávia keretében a Bosznia-Hercegovinai Népköztársaság része volt. A boszniai háborút lezáró daytoni békeszerződés rendelkezése alapján az ország területét felosztották a Bosznia-hercegovinai Föderáció és a boszniai Szerb Köztársaság között. A háború utáni területmegosztáskor a Szerb Köztársaság területéhez csatolták.

## Gazdaság
A lakosság főként mezőgazdaságból él, míg kisebbségük helyi vállalatoknál dolgozik, kis részük pedig ideiglenesen külföldön él.

## Oktatás
Jelanjskában található a „Desanka Maksimović” regionális, alsó tagozatos általános iskola, amely a Stanari központi iskolához tartozik.

## Nevezetességei
A Legszentebb Istenszülő Születése tiszteletére szentelt ortodox temploma. A templom mérete 13x8 méter. A templom építése 1999-ben kezdődött. A templom alapjait 1999. szeptember 21-én szentelte fel Vaszilij Zvornik-Tuzla püspöke. A templom építése 2004-ben fejeződött be, és ugyanazon év szeptember 21-én Vaszilj püspök szentelte fel. A tölgyfa ikonosztázt a šnjegotinai Živko Vuković készítette. Az ikonosztázon lévő ikonokat a brankovinai Perica Paraklis pap festette meg élénk színekkel.